# Namangan
Namangan (uzb. cyr. i ros. Наманган) – miasto we wschodnim Uzbekistanie, w Kotlinie Fergańskiej, nad Północnym Kanałem Fergańskim, siedziba administracyjna wilajetu namangańskiego. W 2016 roku liczyło ok. 467,9 tys. mieszkańców. Ośrodek przemysłu bawełnianego, jedwabniczego, obuwniczego, spożywczego, chemicznego, maszynowego oraz materiałów budowlanych. W mieście działają dwa teatry, dwa muzea oraz uniwersytet.

## Historia
Pierwsze wzmianki o Namanganie pochodzą z XV wieku. Miejscowość uzyskała prawa miejskie w 1610 roku. Dzięki rozwojowi rzemiosła Namangan stał się w połowie XVIII wieku jednym z ważniejszych miast w Kotlinie Fergańskiej. W tym samym wieku miasto zostało przyłączone do chanatu kokandzkiego, a po likwidacji chanatu w 1876 roku zostało włączone do Imperium Rosyjskiego. W 1926 roku miasto nawiedziło silne trzęsienie ziemi.